# قطار أبو قير
قطار أبو قير هو خط قطارات سابق ضواحي مزدوج بداخل مدينة الإسكندرية، يربط مناطق شرق ووسط الإسكندرية، وكان يعد شريان النقل الأساسي الرئيسي بالمدينة، يمر القطار بــ16 محطة (14 محطة ابتداءا من شهر أغسطس 2021).
عدد ساعات الخدمه اليوميه هو 18 ساعه، تبدأ الخدمه اليوميه من الساعه 5 صباحاً وتنتنهي الساعه 11 مساءاً بتوقيت القاهره، عدد القطارات التي تعمل يومياً هو 6 قطارات وقد يكونوا 7 قطارات في بعض الأوقات.
في شهر مارس 2021 أعيد طلاء القطارات بلونين وهما: الازرق والاحمر. تخطط وزارة النقل إلى تحويل خط قطار أبو قير إلى مترو الإسكندرية. وفي مارس 2024 تم إيقاف قطار أبو قير بشكل نهائي لبدأ إنشاء مترو الإسكندرية.

## المحطات والمسار
اتجاه الطالع (ط) هو الذاهب إلى محطة أبو قير، واتجاه النازل (ن) هو الذاهب إلى محطة الاسكندرية. محطات خط قطار أبو قير بالترتيب على اتجاه الطالع هم كالآتي:
- محطة الإسكندرية.
- محطة الحضرة (الحضرة البحرية).
- محطة سيدي جابر.
- محطة الظاهريه.
- محطة السوق (باكوس).
- محطة غبريال.
- محطة الرمل (الرمل الميري).
- محطة النقراشي.
- محطة سيدي بشر.
- محطة العصافره.
- محطة المندره.
- محطة المنتزه (قصر المنتزه).
- محطة الإصلاح (المعموره الشاطئ).
- محطة المعموره (المعموره البلد).
- محطة طوسون (الأكاديمية البحريه/كليه التربية الرياضيه).
- محطة أبو قير.

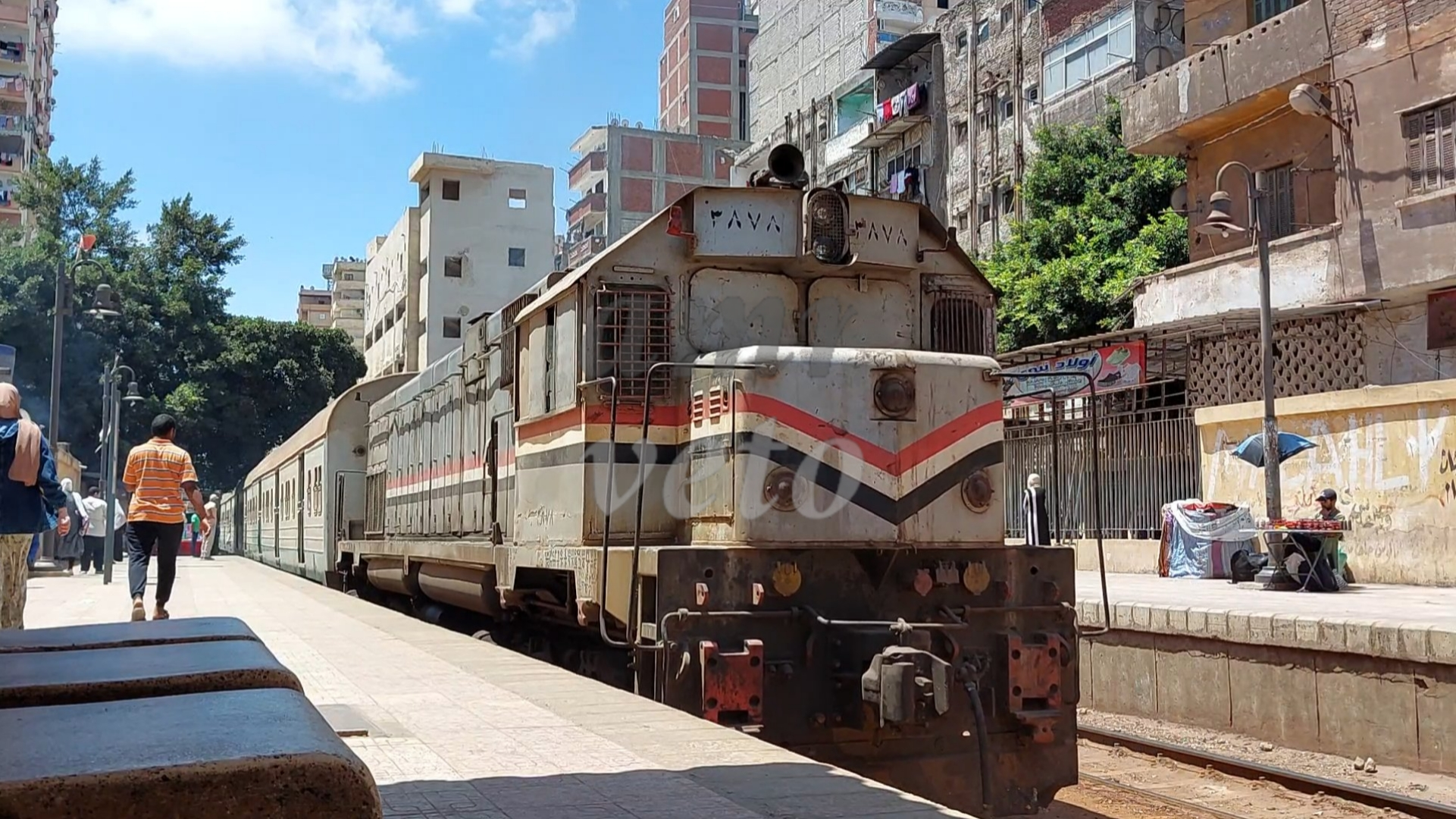
الجرار الكندي رقم 3878

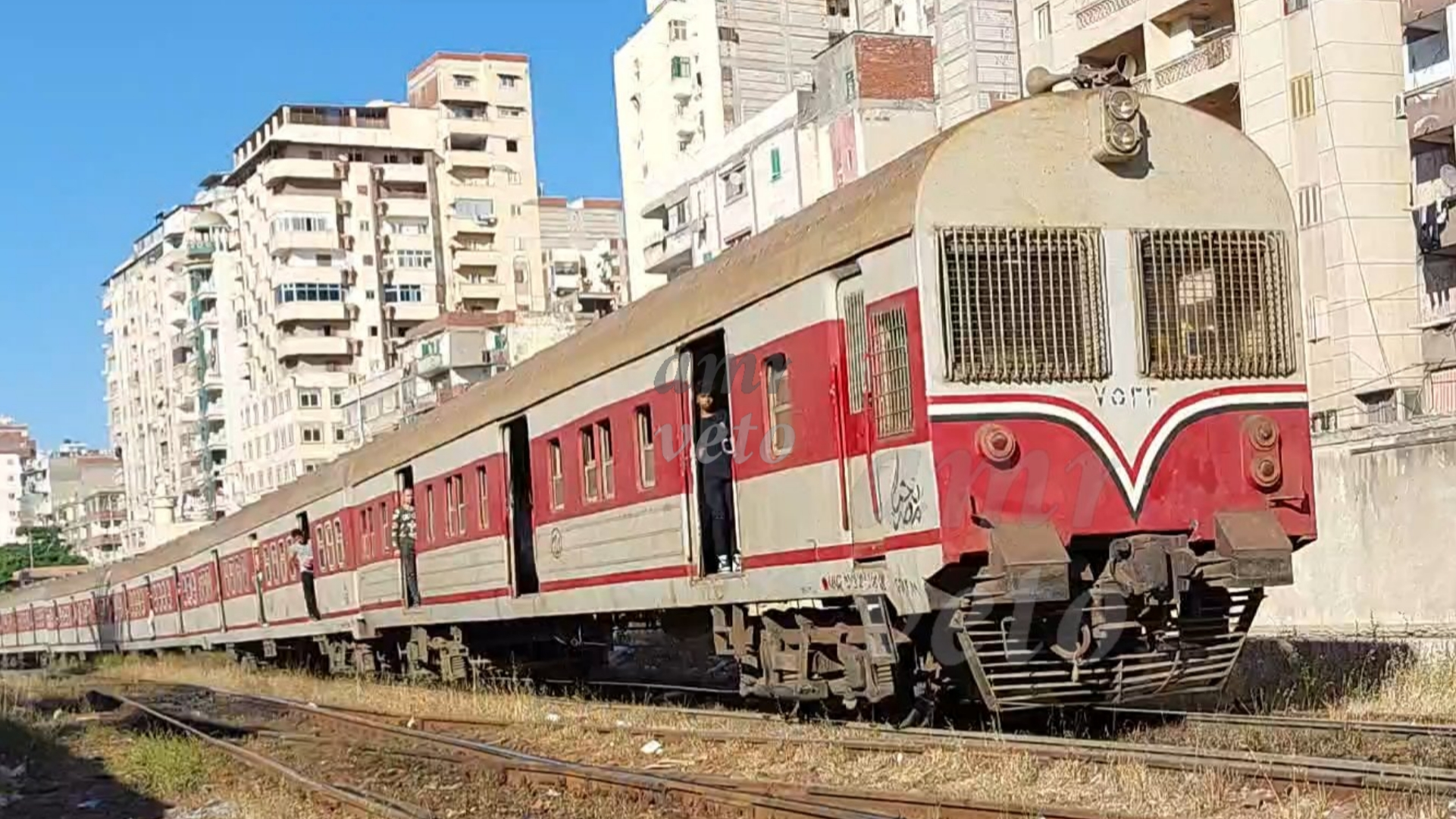
قطار ابو قير الأحمر

ابتداءا من شهر أغسطس من عام 2021 أصبحت محطة الاسكندرية (محطة مصر) ومحطة الحضره خارج الخدمه مؤقتاً بسبب التجديدات في محطة الاسكندرية مما ادى إلى تقليل عدد المحطات الذي يقف فيها القطار من 16 محطة إلى 14 محطة، يخدم القطار اليوم بين محطتي أبو قير وسيدي جابر فقط.

### عودة قطار أبو قير إلى محطة الأسكندرية
في 24 أكتوبر من عام 2022 تقرر تعديل خط سير 12 رحلة ليعود إلى محطة الاسكندرية (محطة مصر) والحضره من جديد بعد سنة وشهرين من الخروج من الخدمة، وكان سبب اقفال المحطتين في الأساس هو التجديدات بمحطة الاسكندرية (محطة مصر) وإشارات القطارات بالمنطقة ثم تم غلق جميع المحطات بتاريخ ١/٣/٢٠٢٤ وذلك للقيام بعمل مترو الاسكندريه وعلي أثره تم هدم مسجد نور الاسلام بباكوس :

### ترام الاسكندرية
محطات الترام القريبة من بعض محطات خط قطار أبو قير تتمثل في:
- محطة ترام باب عُمر باشا، هذه المحطة قريبة من محطة قطار الاسكندرية (محطة مصر)، وهي محطة تابعة لخطوط ترام المدينة الذي بدوره جزء من ترام الإسكندرية. ترام المدينة هذا يتمتع بشبكة معقدة من الخطوط التي تخدم في حي وسط بالإسكندرية.
- محطة ترام سيدي جابر، هذه المحطة قريبة من محطة قطار سيدي جابر، وهي تابعة للخط ٢ من ترام الرمل الذي بدوره جزء من ترام الأسكندرية.
- محطة ترام النصر (ڤيكتوريا/النقراشي)، هذه المحطة قريبة من محطة قطار النقراشي (ڤيكتوريا/النصر)، وهي آخر محطات ترام الرمل في الشرق.

### قطار رشيد
في محطة المعموره تكون بداية خط قطار آخر ويسمى: خط قطار المعمورة - رشيد، هذا الخط الفردي يربط بين مدينة رشيد في محافظة البحيرة ومحطة المعموره في محافظة الإسكندرية، وفي الساعة 9 صباحاً يصل القطار رقم 765 (رشيد/البصيلي/المعمورة/سيدي جابر) في محطة المعمورة البلد، وهذا القطار مميز؛ لانه لا يعود إلى رشيد مره اخرى مثل باقي القطارات، بل يأخذ تحويلة ويستكمل مسيره إلى سيدي جابر بواسطة سكة خط ابو قير، وفي الساعة 5 مساءاً يقوم القطار رقم 782 (سيدي جابر/المعمورة/البصيلي) من سيدي جابر باتجاه المعمورة، ولكن هذا القطار لا يكمل طريقه الى ابو قير؛ بل يأخذ تحويلة أخرى ويستكمل مسيره إلى البصيلي بواسطة سكة خط رشيد، ويجب الوضع في الحسبان معلومة مهمة، وهي أن هذا القطار لا يكمل إلى رشيد.

### سكك حديد مصر والقطارات الإقليمية
محطة الاسكندرية (محطة مصر) والحضرة وسيدي جابر هي محطات مشتركة بين خط قطار ابو قير وبين خطوط سكك حديدية أخرى، مثل خط الاسكندرية القاهره.
مسير اغلب هذه القطارات يكون بين المدن المصرية ويتعدى الـ200 كم، وسفر طويل لساعات مطولة، وهذه القطارات منها القطارات العادية والقطارات المكيفة والسريعة مثل قطار التالجو الاسباني.

## المواصفات

### نظام الجر

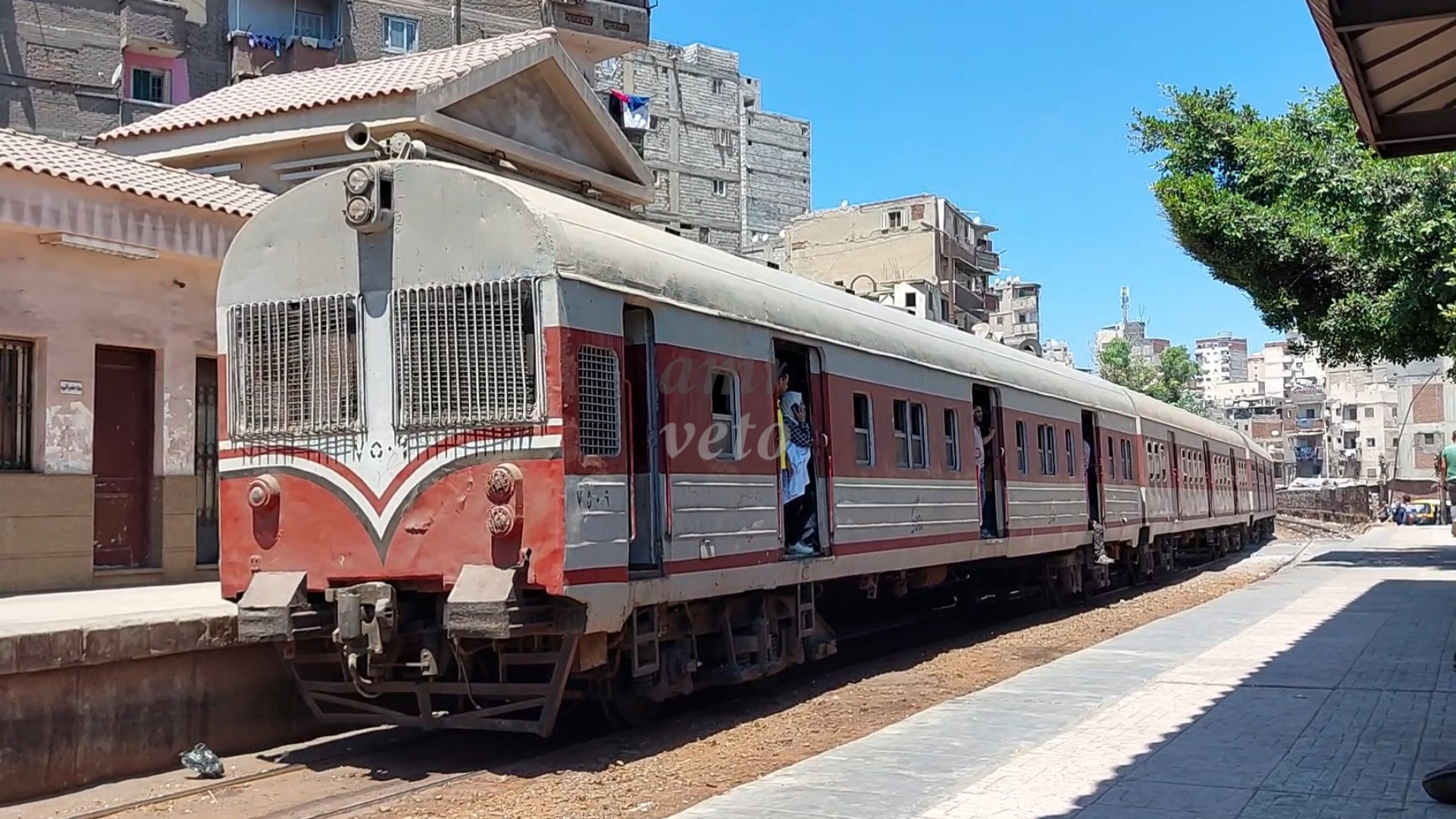
7509 في محطة غبريال

خط قطار أبو قير وخط قطار المعموره - رشيد يستخدمان نظام جر ديزل باستخدام الجرار المعروف باسم: (الجرار الكندي) في مصر، الجرار الكندي له موديل تصنيع، وهو: (EMD G22W-AC)، هذا الجرار هو الذي يقوم بسحب ودفع القطار في نفس الوقت، عندما يعكس القطار اتجاهه في محطة أبو قير سيدفع الجرارُ القطارَ بعد سحبه ويتم التحكم في الجرار عن طريق متحكم في كابينة بالعربة الامامية من القطار، عربة الكابينة هذه معروفه باسم: "عربة كابينة القيادة الرومانية" أو ببساطة "القيادة" في مصر، الشركة التي صنعت القيادات تسمى بـUzina de Vagoane Arad، ولكن موديل تصنيع القيادات لا يزال غامض حتى الآن بعد 43 عاماً من استلام مصر للقيادات في سنة 1980.

### العربات
خط قطار أبو قير وخط قطار المعموره - رشيد يستخدمان عربات الدرجه الثالثه المخصصه للركاب، هذه العربات مصنعه في رومانيا من نفس الشركة التي تسمى بـUzina de Vagoane Arad ولها 3 ابواب مداخل ومخارج من الناحيتين وليس بها حمام وترتيب الكراسي فيها يسمح لها باستيعاب الكثير من الركاب والمسافرين، موديل تصنيع هذه العربات غير معروف.